# Маркканен, Юсси
Юсси Ма́ркканен (фин. Jussi Markkanen; род. 8 мая 1975, Иматра, Кюми) — финский хоккеист, вратарь. В настоящее время генеральный менеджер хоккейного клуба «СайПа».

## Краткая биография
Юсси Маркканен начал свою карьеру в родной Финляндии и прошёл все этапы становления, от юношеских команд до попадания в основную команду «Таппары» в 1995 году. После сезона в «Таппаре» Юсси перешёл в хоккейный клуб «СайПа», где, на протяжении нескольких сезонов, являлся стабильным игроком основного состава. В сезоне 2000/2001 Маркканен вернулся в «Таппару», с которой завоевал серебряные медали SM — лиги. На драфте НХЛ 2001 был выбран клубом «Эдмонтон Ойлерз».
В НХЛ вратарь дебютировал в сезоне 2001/2002. Также в этот период Юсси Маркканен впервые принял участие в Мировом первенстве 2002 года, проходившем в Швеции. На чемпионате мира Маркканен провёл 7 матчей, при показателе полезности (1.40), тем самым завоевав титул лучшего голкипера чемпионата. В сезоне 2003/2004 Маркканен перешёл в другой клуб НХЛ — «Нью-Йорк Рейнджерс», однако впоследствии вернулся в «Ойлерз».
В локаутный сезон НХЛ Маркканен принял решение выступать в Российской Суперлиге, подписав контракт с тольяттинской «Ладой», за которую отыграл 64 матча (включая игры плей-офф), после чего вернулся в Канаду и провёл ещё два сезона в составе «Ойлерз». Сезон 2006/2007 стал последним для Юсси за океаном. Всего на уровне НХЛ голкипер провёл 135 матчей (включая игры плей-офф).
С 2007 года Маркканен выступал исключительно в Европе. Свой первый сезон после НХЛ вратарь провёл в родном чемпионате Финляндии, выступая за «Йокерит», а на следующий сезон перешёл в ЦСКА, где дебютировал на уровне новообразованной Континентальной хоккейной лиги. В ЦСКА Юсси приезжал в роли основного вратаря, однако в связи с семейной трагедией (Из окна шестого этажа съёмной квартиры на Ходынском поле, выпал и разбился насмерть его маленький сын) начало сезона для Маркканена выдалось очень сложным. Всего на уровне КХЛ Юсси провёл 25 матчей (включая игры плей-офф), а в конце сезона, после известий о том, что ЦСКА покидает тренерский тандем Вячеслава Быкова и Игоря Захаркина, Маркканен также принял решение уйти из ЦСКА.
На протяжении следующих пяти лет Юсси Маркканен стабильно выступал в составе швейцарского клуба «Цуг», неоднократно признаваясь лучшим вратарём чемпионата. В 2013 году Юсси вернулся в «СайПу», где отыграл ещё 5 сезонов, после чего завершил профессиональную карьеру хоккеиста и стал генеральным менеджером этого клуба.

Участник юниорских чемпионатах мира 1994 (3 игры), 1995 (5 игр).участник Олимпиады 2002 (0 игр).чемпионатов мира 2002 (7 игр), 2004 (1 игра).